# Contopus fumigatus
Contopus fumigatus е вид птица от семейство Tyrannidae. Видът е незастрашен от изчезване.
В Аржентина се нарича copetón burlisto, голямо сиво бурлисто в Колумбия му казват сенчеста мухоловка или тъмно пиби.

## Разпространение
Разпространен е в Аржентина, Боливия, Бразилия, Колумбия, Еквадор, Гвиана, Перу и Венецуела.